# Tetraonins

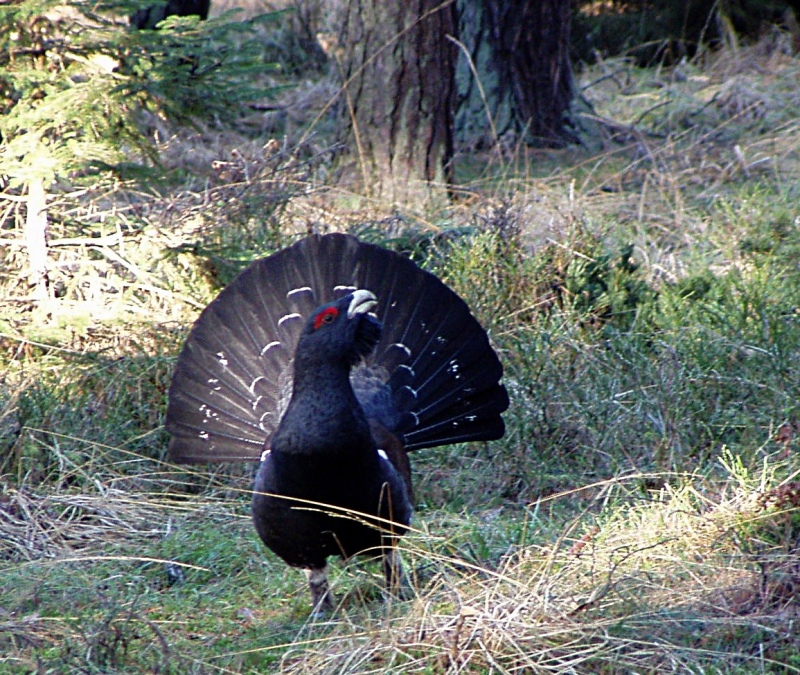
Gall fer (Tetrao urogallus) fotografiat a Turíngia (Alemanya).

Els tetraonins (Tetraoninae) són una subfamília obsoleta dels fasiànids (Phasianidae). Antany van ser considerats una família de ple dret: els tetraònids (Tetraonidae). Actualment han passat a ser considerats la tribu tetraonini dins la subfamília dels fasianins (Phasianinae).

## Morfologia
- Fan entre 30 i 88 cm de llargària.
- Tenen els orificis nasals coberts de plomes.
- Tenen les potes parcialment o totalment cobertes de plomes, els tarsos desproveïts d'esperons i el dit posterior rudimentari o absent.
- Bec curt i fort.
- Presenten un acusat dimorfisme sexual (tret del gènere Lagopus) tant de coloració com de dimensions i formes.

## Reproducció
Nien a terra.

## Hàbitat
Viuen a les zones fredes i temperades de l'hemisferi nord.

## Taxonomia
Ha hagut molts canvis a la classificació dels tetraònids; alguns autors els van considerar una família de l'ordre Galliformes mentre que d'altres els han inclòs com a subfamília de la família Phasianidae, els tetraonins (Tetraoninae). Modernament s'ha fet amb ells una tribu dins els fasianins (Phasininae) a la que han inclòs els galls dindi del gènere Meleagris, antany considerats una família (o subfamília) diferent.

Avui són classificats en 11 gèneres amb 21 espècies:
- Gènere Meleagris, amb dues espècies.
- Gènere Bonasa, amb una espècie: grèvol crestat (Bonasa umbellus).
- Gènere Tetrastes, amb dues espècies.
- Gènere Centrocercus, amb dues espècies.
- Gènere Dendragapus, amb dues espècies.
- Gènere Tympanuchus, amb tres espècies.
- Gènere Lagopus, amb tres espècies.
- Gènere Falcipennis, amb una espècie: grèvol siberià (Falcipennis falcipennis).
- Gènere Canachites, amb una espècie: grèvol del Canadà (Canachites canadensis).
- Gènere Tetrao, amb dues espècies.
- Gènere Lyrurus, amb dues espècies.

Sovint s'inclou també el faisà koklas (Pucrasia macrolopha), però de moment no hi ha un consens total.